# Rosalie Fougelberg
Rosalie Ingeborg Karolina Torell, född Fougelberg 29 december 1841 i Linköpings församling, Östergötlands län, död 8 maj 1911 i Skeby församling, Skaraborgs län, var den första kvinnliga tandläkaren i Sverige sedan yrket hade öppnats för båda könen. 

## Biografi
Rosalie Fougelberg var dotter till hovtandläkaren Erik Leonard Fougelberg. I den ordningsstadga som utfärdades för tandläkaryrket år 1861 fastslogs det uttryckligen att yrket även var öppet för kvinnor. Hon arbetade tidigt som sin fars assistent och ville följa honom i hans yrke. Hon underkändes dock i examen. Vid sitt andra försök godkändes hon av läkarexaminatorerna, men underkändes av tandläkarrepresentanten. Pressen tog nu upp fallet, och vid det tredje försöket 1866 övervakades av journalister från både Aftonbladet och Dagens Nyheter. Även nu underkändes hon av Collegium Medicum. Hon fick dock en dispens att praktisera av kung Karl XV, och blev därmed landets första kvinnliga tandläkare sedan yrket hade öppnats för båda könen. 
Fougelberg var hovtandläkare hos drottning Lovisa 1867–1871, och hade därefter praktik i Stockholm 1867–1879 och i Västergötland 1883–1893. Hon gifte sig med sjökaptenen och missionären Torell, och flyttade med honom till Alexandria i Egypten.
Rosalie Fougelberg var den första kvinnliga tandläkaren i Sverige sedan yrket hade öppnats för båda könen, men hon var inte den första kvinnliga tandläkaren i Sverige. Amalia Assur fick 1852 tillstånd av hälsomyndigheten att arbeta i faderns mottagning, men detta var ett personlig specialtillstånd. Den första svenska kvinna som avlade tandläkarexamen på samma villkor som en man var Carolina Gällstedt-Kronmann 1870, som dock tog examen i Köpenhamn; den första kvinna som avlade tandläkarexamen i Sverige var Constance Elbe 1889.         